# Чаенков, Владимир Афанасьевич
Владимир Афанасьевич Чаенков (25 ноября 1925, Курск — 17 сентября 1998, Ярославль) — сапер-разведчик отдельной моторизированной инженерной разведывательной роты, красноармеец — на момент представления к награждению орденом Славы 1-й степени.

## Биография
Родился 25 ноября 1925 года в городе Курске в семье военнослужащего, офицера-танкиста. С 1938 года жил в городе Новосокольники Псковской области. Здесь в 1941 году, накануне Великой Отечественной войны, окончил 7 классов. Во второй половине июля 1941 года Новосокольники были оккупированы врагом.
Участник Великой Отечественной войны. В феврале 1942 года вместе с товарищем перешёл линию фронта в секторе обороны 257-й стрелковой дивизии. Молодые разведчики собрали и доставили ценные сведения о расположении вражеских частей в Новосокольниках и окрестностях. Ребята были зачислены рядовыми в 322-ю отдельную разведывательную роту. 14 марта 1942 года приняли военную присягу.
С марта 1942 года и до окончания войны В. А. Чаенков служил разведчиком в различных частях, входящих в состав 3-й ударной армии: в составе разведывательной роты 257-й стрелковой дивизии, разведвзводе 289-го сапёрного батальона, в разведывательной роте 25-й инженерной сапёрной бригады.
С первых дней участвовал в разведывательных операциях, в первую очередь как проводник, хорошо знающий местность. В мае 1942 года вернулся в оккупированный город, установил связь с подпольем. По созданной разведчиками агентурной цепочке от подпольщиков из Новосокольников стали бесперебойно поступать ценные сведения. За успешное выполнение ответственного задания советское командование объявило Владимиру Чаенкову благодарность. В феврале 1943 года в составе специальной группы из 16 человек В. А. Чаенков больше трёх месяцев находился на оккупированной территории — в Псковской и Новгородской областях. В контакте с партизанами члены группы совершали диверсии на шоссейных и железных дорогах, наносили фашистам значительный урон.
Летом 1943 года в одном из рейдов разведгруппа, в которой был Чаенков, захватила танк и самоходное орудие в полным боекомплектом. Вскоре он был переведён в разведывательный взвод 285-го армейского инженерного батальона. В начале 1944 года наши войска готовились к наступлению, и разведчики сутками находились на нейтральной полосе, нанося на карту передний край противника, определяя систему огневых точек.
Во второй половине февраля 1944 года разведгруппа из трёх человек, в составе которой был красноармеец Чаенков, ушла в тыл противника. Двое суток разведчики находилась во вражеском тылу, в районе деревни Луга. Меняя наблюдательные пункты, наносили на схему расположение оборонительных сооружений, огневые позиции артиллерии и минометов. На обратном пути во время разминирования переднего края противника Чаенков снял десять мин натяжного действия и три «сюрприза» на проволочных заграждениях. Сделанный проход в минном поле был использован пехотинцами во время наступления. Приказом от 17 марта 1944 года красноармеец Чаенков Владимир Афанасьевич награждён орденом Славы 3-й степени.
Летом 1944 года, когда бои шли уже на территории Прибалтики, красноармеец Чаенков воевал в составе разведывательной роты 25-й инженерной сапёрной бригады. В конце июля 1944 года, действуя в составе разведгруппы в районе города Резекне, красноармеец Чаенков установил схему фортификационных сооружений на подступах к городу, нанёс на схему места расположения траншей противника и проволочных заграждений между ними. Полученные от разведчиков данные способствовали успешному выполнению боевой задачи стрелковыми подразделениями. Приказом от 5 августа 1944 года красноармеец Чаенков Владимир Афанасьевич награждён орденом Славы 2-й степени.
1 марта 1945 года красноармеец Чаенков, будучи в разведке, установил места для переправы танков и самоходных орудий через водный рубеж у города Грыфице. Через несколько дней разведчики отдельной моторизированной инженерной разведывательной роты 25-й инженерно-саперной бригады на трофейных машинах ушли в рейд по тылам противника. 6 марта разведчики с боем освободили колонну советских военнопленных, при этом одного конвоира взяли в плен. 7 марта у города Волин Чаенков в числе первых ворвался на охраняемый мост, перед этим уничтожив пулемётный расчёт. Разведчики захватили мост, разминировали его и удерживали до подхода танков. За мужество и отвагу, проявленные в этом бою, Чаенков был представлен к награждению орденом славы 1-й степени.
В боях на улицах столицы разведчики 25-й инженерно-саперной бригады штурмовали тюрьму Моабит, где готовилось уничтожение политических заключенных. За эту операцию Чаенков был награждён орденом Отечественной войны 2-й степени.
Указом Президиума Верховного Совета СССР от 31 мая 1945 года за исключительное мужество, отвагу и бесстрашие, проявленные на заключительном этапе Великой Отечественной войны в боях с вражескими захватчиками, красноармеец Чаенков Владимир Афанасьевич награждён орденом Славы 1-й степени. Стал полным кавалером ордена Славы.
После войны В. А. Чаенков продолжил службу в рядах Советской Армии. Окончив военно-политическое училище, получил звание лейтенанта, был заместителем командира роты по политической части, командовал ротой, был парторгом батальона. В 1957 году В. А. Чаенков по состоянию здоровья был уволен в запас.
Поселился на постоянное жительство в городе Ярославле. Некоторое время работал председателем Заволжского райкома ДОСААФ. Затем перешёл на завод резиновых изделий, возглавил профсоюзный комитет. Одновременно учился: окончил среднюю школу рабочей молодёжи, в 1968 году — вечернее отделение Ярославского педагогического института имени К. Д. Ушинского. Окончив пединститут, работал в школе рабочей молодёжи. 
Весной 1989 года избран народным депутатом СССР  от Всесоюзной организации ветеранов войны и труда.
Вёл большую общественную и военно-патриотическую работу. Участник юбилейных Парадов Победы 1990 и 1995 годов.
Скончался 17 сентября 1998 года. Похоронен в городе Ярославле, на Аллее Героев Воинского мемориального кладбища.
Награждён орденами Отечественной войны 1-й и 2-й степеней, Славы 3-х степеней, медалями.